# IC 1384
IC 1384 ist eine Galaxie vom Hubble-Typ Irr? im Sternbild Aquarius auf der Ekliptik. Sie ist schätzungsweise 258 Millionen Lichtjahre von der Milchstraße entfernt und hat einen Durchmesser von etwa 55.000 Lichtjahren.
Im selben Himmelsareal befinden sich u. a. die Galaxien NGC 7069, IC 1381, IC 1383, IC 1385.
Das Objekt wurde am 6. November 1891 von Stéphane Javelle entdeckt.